# دونتاي درابر
دونتايي دريبر (بالإنجليزية: Dontaye Draper)‏ مواليد 10 أغسطس 1984 في بالتيمور، هو لاعب كرة سلة أمريكي. بدأ مسيرته الاحترافية في سنة 2007. يلعب مع ريال مدريد كلاعب هجوم خلفي. يحمل الرقم 4. يبلغ طوله 5 قدم 11 بوصة (1.8 م).

## المسيرة الاحترافية
لعب مع سيدني كينجز في الدوري الأسترالي في موسم 2007–2008، ثم لعب مع أوستند في موسم 2008–2009، ثم لعب مع فيرولي في موسم 2009–2010، ثم لعب مع ريال مدريد لكرة السلة في الدوري الإسباني من سنة 2012 إلى 2014، ثم لعب مع أنادولو إفيس في موسم 2014–2015، ثم لعب مع لوكوموتيف كوبان في الدوري الروسي في موسم 2015–2016، ثم لعب مع ريال مدريد في سنة 2016.

## إحصائيات المسيرة

### الدوري الأوروبي
| السنة   | الفريق                       | لعب | بدأ | دقيقة | ميداني% | ثلاثية | حرة  | ارتداد | صنع | استلاب | تصدي | نقطة | أداء |
| ------- | ---------------------------- | --- | --- | ----- | ------- | ------ | ---- | ------ | --- | ------ | ---- | ---- | ---- |
| 2012–13 | ريال مدريد لكرة السلة        | 26  | 4   | 10.8  | .258    | .250   | .786 | 1.1    | 1.0 | .7     | .1   | 1.9  | 1.5  |
| 2013–14 | ريال مدريد لكرة السلة        | 20  | 1   | 11.2  | .282    | .333   | .833 | .7     | 1.3 | .8     | .0   | 1.7  | 1.5  |
| 2014–15 | نادي أنادولو إفيس لكرة السلة | 28  | 15  | 23.9  | .428    | .360   | .833 | 2.5    | 3.0 | 1.0    | .3   | 7.0  | 8.2  |
| 2015–16 | لوكوموتيف كوبان              | 30  | 0   | 22.3  | .393    | .353   | .786 | 1.8    | 2.2 | 1.1    | .1   | 6.5  | 5.4  |
| المسيرة |                              | 104 | 20  | 17.7  | .376    | .342   | .810 | 1.6    | 1.9 | .9     | .1   | 4.6  | 4.4  |

## روابط خارجية
- دونتاي درابر على موقع الاتحاد الدولي لكرة السلة (الإنجليزية)
- دونتاي درابر على موقع الدوري الأوروبي لكرة السلة (الإنجليزية)
- دونتاي درابر على موقع الدوري الإسباني لكرة السلة (الإسبانية)
- دونتاي درابر على موقع كرة السلة الأوروبية.كوم (الإنجليزية)
- دونتاي درابر على موقع كلية كرة السلة في سبورتس رفرنس.كوم (الإنجليزية)
- دونتاي درابر على موقع ريلجم (الإنجليزية)
- دونتاي درابر على موقع بروبوليرز (الإنجليزية)
- دونتاي درابر على موقع سبورتس رفرنس (الإنجليزية)